# Grand Prix automobile de Montevideo
Le Grand Prix de Montevideo était une course automobile qui eut lieu en 1947 et 1952 à Montevideo. La course de 1947 s'est déroulé sur la Playa Ramirez puis en 1952 à Piriápolis.

## Palmarès
| Année | Vainqueur            | Voiture    | Résultats |
| ----- | -------------------- | ---------- | --------- |
| 1947  | Oscar Alfredo Gálvez | Alfa Romeo | Résultats |
| 1952  | Juan Manuel Fangio   | Ferrari    | Résultats |